# Paulina Młynarska-Hume
Paulina Młynarska-Hume, znana również pod nazwiskami Radzińska i Moritz (ur. 15 listopada 1970 w Warszawie) – polska dziennikarka i prezenterka radiowa i telewizyjna, pisarka, felietonistka, nauczycielka jogi, dawniej aktorka.
Rozpoczęła karierę w 1986 jako aktorka. Pod koniec lat 90. zrezygnowała z tej profesji na rzecz dziennikarstwa – pracowała głównie jako reporterka i prezenterka radiowa i telewizyjna, równolegle współpracując z kilkoma tytułami prasowymi. W 2018 wycofała się z pracy w mediach. Zajmuje się publikowaniem felietonów i książek oraz prowadzeniem warsztatów dla kobiet.

## Życiorys

### Wczesne lata
Urodziła się i wychowywała w Warszawie. Mając 14 lat, zagrała główną rolę żeńską w Kronice wypadków miłosnych Andrzeja Wajdy. W dorosłym życiu wyznała, że udział w filmie był dla niej traumatycznym przeżyciem – przed kręceniem rozbieranych i erotycznych scen wywierano na nią presję i odurzano środkami uspokajającymi i alkoholem, co z dzieciństwem spędzonym w rodzinie dysfunkcyjnej, naznaczonym chorobą psychiczną ojca, brakiem uwagi matki i trudnymi relacjami z siostrą, destrukcyjnie wpłynęło na jej dalsze życie. Po premierze filmu przerwała naukę, której później już nie kontynuowała i nie ukończyła liceum.
W wieku 16 lat przeprowadziła się do Paryża, gdzie m.in. zagrała epizodyczną rolę w filmie Valmont (1989) Miloša Formana czy występowała w reklamach. Wróciła do Polski w 1992 i kontynuowała karierę aktorską. W tym czasie m.in. wcieliła się w rolę Meli w musicalowej adaptacji Moralności pani Dulskiej w reżyserii Adama Hanuszkiewicza, która miała premierę w Teatrze Nowym w Warszawie w 1995, zagrała jedną z głównych ról w filmie Wirus (1996) Jana Kidawy-Błońskiego, a w latach 1997–1999 występowała w serialu Złotopolscy, odgrywając postać Agaty Gabriel. Po odejściu z serialu zrezygnowała z aktorstwa, choć w późniejszych latach wystąpiła epizodycznie lub gościnnie w trzech produkcjach.

### Kariera dziennikarska
W 1997 rozpoczęła karierę reporterską w radiu Tok FM. W następnych latach pracowała jako reporterka, wydawca i serwisantka w RMF FM, stworzyła oddział terenowy Radia ZET w Zakopanem, była reporterką we francuskich radiach France Culture i Radio France Internationale. Pracowała także w Polskim Radiu, Radiu PiN i Radiu Kolor.
Realizowała filmy dokumentalne dla Program33. Od 22 września 2004 była prowadzącą i reporterką programu Interwencja w telewizji Polsat. Rok później przeszła do France 2, gdzie wzięła udział w programie rozrywkowym Encore plus Libre, będącym francuską edycją programu Europa da się lubić.
W 2005 rozpoczęła współpracę z TVN Style, dla której prowadziła programy Miasto kobiet (2005–2007, 2008–2009, 2011–2015), Żądło (2007) i Niebywałe (2016), a także była dyrektorką kreatywną stacji oraz redaktorką i wydawczynią programu Jolanty Kwaśniewskiej Lekcja stylu. W 2007 była jedną z prowadzących Pytanie na śniadanie w TVP2. Prowadziła autorskie programy Męski punkt widzenia i Kobieta Cafe w Polsat Café (2009–2011) oraz serię dokumentalną Polacy z wyboru w Canal+ Discovery (2017–2018), którą także współredagowała.
Prowadziła bloga w serwisie naTemat.pl. Współpracowała z portalem Onet.pl jako felietonistka i prowadząca talk-show Lustro. Pisała felietony do miesięczników „Goniec Polski” i „Grazia” oraz dwumiesięcznika „To twój moment”, redagowała rubrykę „Debaty” w miesięczniku „Sens” oraz przeprowadzała wywiady dla magazynów: „Marie Claire”, „Viva!”, „Twój Styl”, „Gala”, „Party”, „Grazia” i „Flesz”.

### Pozostałe przedsięwzięcia
Pracowała jako copywriterka. Zajmowała się realizacją reklam telewizyjnych i radiowych oraz prowadzeniem szkoleń z wystąpień publicznych. Ukończyła kurs jogi, po którym została certyfikowaną nauczycielką. Od 2015 prowadzi autorskie warsztaty „Miejsce Mocy” i współorganizuje kobiece wyprawy do Azji. Współtworzyła grupę muzyczną z Julią Chmielnik.

### Życie prywatne
Jest córką Wojciecha Młynarskiego i Adrianny Godlewskiej. Ma dwoje rodzeństwa: siostrę Agatę i brata Jana. 
Z nieformalnego związku z Pawłem Naumanem ma córkę Alicję (ur. 1992). Czterokrotnie rozwiedziona, jej piątym mężem w lipcu 2024 został Kenneth Hume. W 2018 zamieszkała na Krecie, a w 2024 przeprowadziła się do Francji.
Przez wiele lat chorowała na depresję oraz cierpiała na zaburzenia lękowe i zespół stresu pourazowego. W 2021 przeszła zabieg podwójnej prewencyjnej mastektomii. 
Deklaruje się jako ateistka i feministka. Jej działania na rzecz praw kobiet obejmują m.in. udział w Ogólnopolskim Strajku Kobiet czy zabieranie głosu w debacie publicznej za pomocą swoich kont w mediach społecznościowych, za co była nominowana do Gwiazdy Plejady w kategorii „Osobowość roku” w 2017.

## Filmografia
- 1986 – Kronika wypadków miłosnych (jako Alina)
- 1990 – Różowa Seria (jako Markiza)
- 1991 – Panny i wdowy (jako Zosia)
- 1993 – Do widzenia wczoraj. Dwie krótkie komedie o zmianie systemu
- 1996 – Wirus (jako Ewa)
- 1996 – Bar Atlantic (jako Tereska Gniewusówna)
- 1996 – Sortez des rangs
- 1997–1999 – Złotopolscy (jako Agata Gabriel)
- 2002 – Les Enquêtes d’Eloïse Rome (jako Tina)
- 2007 – Niania (jako znana prezenterka; odc. 49)
- 2011 – Pierwsza miłość (jako ona sama)

## Publikacje
- 2009 – Twoje życie. Twój głos, wyd. Masz
- 2012 – Zakopane odkopane, wyd. Pascal
- 2013 – Kalendarzyk niemałżeński, wyd. Znak
- 2013 – Kochaj i rozmawiaj, wyd. Item Publishing
- 2014 – Zakopane. nie ma przebacz!, wyd. Pascal
- 2015 – Na błędach! Poradnik odradnik, wyd. Prószyński i S-ka
- 2016 – Jeszcze czego!, wyd. Prószyński i S-ka
- 2017 – Rebel, wyd. Prószyński i S-ka
- 2018 – Jesteś wędrówką, wyd. Prószyński i S-ka
- 2019 – Jesteś spokojem, wyd. Prószyński i S-ka
- 2020 – Zmierzch lubieżnego dziada. Felietony po #MeToo, wyd. Prószyński i S-ka
- 2021 – Moja lewa joga, wyd. Prószyński i S-ka
- 2022 – Okrutna jak Polka, wyd. Prószyński i S-ka
- 2023 – Miłość to pies, wyd. Prószyński i S-ka
- 2025 – Zosilla i zaczarowane jagody, wyd. Prószyński i S-ka